# 63e cérémonie des Golden Globes
La 63e cérémonie des Golden Globes, récompensant les films et séries diffusés en 2005 et les professionnels s'étant distingués cette année-là, a eu lieu le 16 janvier 2006 à Los Angeles.

## Palmarès
Les lauréats sont indiqués ci-dessous en premier de chaque catégorie et en caractères gras.

### Cinéma

#### Meilleur film dramatique
- Le Secret de Brokeback Mountain (Brokeback Mountain)
  - The Constant Gardener
  - Good Night and Good Luck
  - A History of Violence
  - Match Point

#### Meilleur film musical ou comédie
- Walk the Line
  - Madame Henderson présente (Mrs. Henderson Presents)
  - Orgueil et Préjugés (Pride & Prejudice)
  - Les Producteurs (The Producers)
  - Les Berkman se séparent (The Squid and the Whale)

#### Meilleur réalisateur
- Ang Lee pour Le Secret de Brokeback Mountain (Brokeback Mountain)
  - Woody Allen pour Match Point
  - George Clooney pour Good Night and Good Luck
  - Peter Jackson pour King Kong
  - Fernando Meirelles pour The Constant Gardener
  - Steven Spielberg pour Munich

#### Meilleur acteur dans un film dramatique
- Philip Seymour Hoffman pour le rôle de Truman Capote dans Truman Capote (Capote)
  - Russell Crowe pour le rôle de Jim Braddock dans De l'ombre à la lumière (Cinderella Man)
  - Terrence Howard pour le rôle de DJay dans Hustle et Flow (Hustle & Flow)
  - Heath Ledger pour le rôle d'Ennis del Mar dans Le Secret de Brokeback Mountain (Brokeback Mountain)
  - David Strathairn pour le rôle de Edward R. Murrow dans Good Night and Good Luck

#### Meilleure actrice dans un film dramatique
- Felicity Huffman pour le rôle de Bree dans Transamerica
  - Maria Bello pour le rôle de Tom Stall dans A History of Violence
  - Gwyneth Paltrow pour le rôle de Catherine dans Irréfutable (Proof)
  - Charlize Theron pour le rôle de Josey Aimes dans L'Affaire Josey Aimes (North Country)
  - Zhang Ziyi pour le rôle de Sayuri dans Mémoires d'une geisha (Memoirs of a Geisha)

#### Meilleur acteur dans un film musical ou une comédie
- Joaquin Phoenix pour le rôle de Johnny Cash dans Walk the Line
  - Pierce Brosnan pour le rôle de Julian Noble dans The Matador
  - Jeff Daniels pour le rôle de Bernard Berkman dans Les Berkman se séparent (The Squid and the Whale)
  - Johnny Depp pour le rôle de Willy Wonka dans Charlie et la Chocolaterie (Charlie and the Chocolate Factory)
  - Nathan Lane pour le rôle de Max Bialystock dans Les Producteurs (The Producers)
  - Cillian Murphy pour le rôle de Patrick "Kitten" Brady dans Breakfast on Pluto

#### Meilleure actrice dans un film musical ou une comédie
- Reese Witherspoon pour le rôle de June Carter Cash dans Walk the Line
  - Judi Dench pour le rôle de Laura Henderson dans Madame Henderson présente (Mrs. Henderson Presents)
  - Keira Knightley pour le rôle d'Elizabeth Bennet dans Orgueil et Préjugés (Pride & Prejudice)
  - Laura Linney pour le rôle de Joan Berkman dans Les Berkman se séparent (The Squid and the Whale)
  - Sarah Jessica Parker pour le rôle de Meredith Morton dans Esprit de famille (The Family Stone)

#### Meilleur acteur dans un second rôle
- George Clooney pour le rôle de Bob Barnes dans Syriana
  - Matt Dillon pour le rôle de John Ryan dans Collision (Crash)
  - Will Ferrell pour le rôle de Franz Liebkind dans Les Producteurs (The Producers)
  - Paul Giamatti pour le rôle de Joe Gould dans De l'ombre à la lumière (Cinderella Man)
  - Bob Hoskins pour le rôle de Vivian Van Damm dans Madame Henderson présente (Mrs. Henderson Presents)

#### Meilleure actrice dans un second rôle
- Rachel Weisz pour le rôle de Tessa Quayle dans The Constant Gardener
  - Scarlett Johansson pour le rôle de Nola Rice, la fiancée de Tom dans Match Point
  - Shirley MacLaine pour le rôle de Ella Hirsch dans In Her Shoes
  - Frances McDormand pour le rôle de Glory Dodge dans L'Affaire Josey Aimes (North Country)
  - Michelle Williams pour le rôle de Alma Beers dans Le Secret de Brokeback Mountain (Brokeback Mountain)

#### Meilleur scénario
- Le Secret de Brokeback Mountain (Brokeback Mountain) – Larry McMurtry et Diana Ossana
  - Collision (Crash) – Paul Haggis et Bobby Moresco
  - Good Night and Good Luck – George Clooney et Grant Heslov
  - Match Point – Woody Allen
  - Munich – Tony Kushner et Eric Roth

#### Meilleure chanson originale
- "A Love That Will Never Grow Old" interprétée par Emmylou Harris – Le Secret de Brokeback Mountain (Brokeback Mountain)
  - "Christmas in Love" interprétée par Renee Olstead – Christmas in Love
  - "Wunderkind" interprétée par Alanis Morissette – Le Monde de Narnia : Le Lion, la Sorcière blanche et l'Armoire magique (The Chronicles of Narnia: The Lion, the Witch and the Wardrobe)
  - "There's Nothing Like a Show on Broadway" interprétée par Nathan Lane et Matthew Broderick – Les Producteurs (The Producers)
  - "Travelin' Thru" interprétée par Dolly Parton – Transamerica

#### Meilleure musique de film
- Mémoires d'une geisha (Memoirs of a Geisha) – John Williams
  - Le Secret de Brokeback Mountain (Brokeback Mountain) – Gustavo Santaolalla
  - Le Monde de Narnia : Le Lion, la Sorcière blanche et l'Armoire magique (The Chronicles of Narnia: The Lion, the Witch and the Wardrobe) – Harry Gregson-Williams
  - King Kong – James Newton Howard
  - Syriana – Alexandre Desplat

#### Meilleur film étranger
- Paradise Now (الجنّة الآن) -  Palestine/ Israël/ France
  - Crazy Kung-Fu (功夫) -  Chine
  - Joyeux Noël  France  Allemagne  Royaume-Uni  Belgique  Roumanie
  - Wu ji, la légende des cavaliers du vent (无极) -  Chine
  - Mon nom est Tsotsi (Tsotsi) -  Afrique du Sud

### Télévision
Note : le symbole « ♕ » rappelle le gagnant de l'année précédente (si nomination).

#### Meilleure série dramatique
- Lost : Les Disparus (Lost)
  - Commander in Chief
  - Grey's Anatomy
  - Prison Break
  - Rome

#### Meilleure série musicale ou comique
- Desperate Housewives ♕
  - Larry et son nombril (Curb Your Enthusiasm)
  - Entourage
  - Tout le monde déteste Chris (Everybody Hates Chris)
  - Earl (My Name is Earl)
  - Weeds

#### Meilleure mini-série ou meilleur téléfilm
- Empire Falls
  - Into the West
  - Lackawanna Blues
  - Sleeper Cell
  - Blackpool
  - Warm Springs

#### Meilleur acteur dans une série dramatique
- Hugh Laurie pour le rôle du Dr Gregory House dans Dr House (House)
  - Patrick Dempsey pour le rôle du Dr Derek Shepherd dans Grey's Anatomy
  - Matthew Fox pour le rôle de Jack Shephard dans Lost : Les Disparus (Lost)
  - Wentworth Miller pour le rôle de Michael Scofield dans Prison Break
  - Kiefer Sutherland pour le rôle de Jack Bauer dans 24 heures chrono (24)

#### Meilleure actrice dans une série dramatique
- Geena Davis pour le rôle de Mackenzie Allen dans Commander in Chief
  - Patricia Arquette pour le rôle de  dans Médium
  - Kyra Sedgwick pour le rôle de Brenda Leigh Johnson dans The Closer : L.A. enquêtes prioritaires (The Closer)
  - Glenn Close pour le rôle du Capitaine Monica Rawling dans The Shield
  - Polly Walker pour le rôle de Atia des Julii dans Rome

#### Meilleur acteur dans une série musicale ou comique
- Steve Carell pour le rôle de Michael Scott dans The Office
  - Zach Braff pour le rôle de John Dorian dans Scrubs
  - Larry David pour son propre rôle dans Larry et son nombril (Curb Your Enthusiasm)
  - Jason Lee pour le rôle de Earl J. Hickey dans Earl (My Name is Earl)
  - Charlie Sheen pour le rôle de Charlie Harper dans Mon oncle Charlie (Two and a Half Men)

#### Meilleure actrice dans une série musicale ou comique
- Mary-Louise Parker pour le rôle de Nancy Botwin dans Weeds
  - Marcia Cross pour le rôle de Bree Hodge dans Desperate Housewives
  - Felicity Huffman pour le rôle de Lynette Scavo dans Desperate Housewives
  - Teri Hatcher pour le rôle de Susan Mayer dans Desperate Housewives ♕
  - Eva Longoria pour le rôle de Gabrielle Solis dans Desperate Housewives

#### Meilleur acteur dans une mini-série ou un téléfilm
- Jonathan Rhys-Meyers pour le rôle d'Elvis Presley dans Elvis : Une étoile est née (Elvis)
  - Kenneth Branagh pour le rôle de Franklin D. Roosevelt dans Warm Springs
  - Ed Harris pour le rôle de Miles Roby dans Empire Falls
  - Bill Nighy pour le rôle de Lawrence dans Rencontre au sommet
  - Donald Sutherland pour le rôle de l'Agent Bill Meehan dans Human Trafficking

#### Meilleure actrice dans une mini-série ou un téléfilm
- S. Epatha Merkerson pour le rôle de Rachel "Nanny" Crosby dans Lackawanna Blues
  - Halle Berry pour le rôle de Janie Crawford dans Une femme noire (en)
  - Kelly Macdonald pour le rôle de Gina dans Rencontre au sommet
  - Cynthia Nixon pour le rôle de Eleanor Roosevelt dans Warm Springs
  - Mira Sorvino pour le rôle de l'Agent Kate Morozov dans  Human Trafficking

#### Meilleur acteur dans un second rôle dans une série, une mini-série ou un téléfilm
- Paul Newman pour le rôle de Max Roby dans Empire Falls
  - Naveen Andrews pour le rôle de Sayid Jarrah dans Lost : Les Disparus (Lost)
  - Randy Quaid pour le rôle du Colonel Parker dans Elvis : Une étoile est née (Elvis)
  - Donald Sutherland pour le rôle de Nathan Templeton dans Commander in Chief
  - Jeremy Piven pour le rôle de Ari Gold dans Entourage

#### Meilleure actrice dans un second rôle dans une série, une mini-série ou un téléfilm
- Sandra Oh pour le rôle de Cristina Yang dans Grey's Anatomy
  - Candice Bergen pour le rôle de Shirley Schmidt dans Boston Justice (Boston Legal)
  - Camryn Manheim pour le rôle de Gladys Presley dans Elvis : Une étoile est née (Elvis)
  - Joanne Woodward pour le rôle de Francine Whiting dans Empire Falls
  - Elizabeth Perkins pour le rôle de Celia Hodes dans Weeds

### Spéciales

#### Cecil B. DeMille Award
- Sir Anthony Hopkins

#### Miss Golden Globe
- Dakota Johnson

## Récompenses et nominations multiples

### Nominations multiples

#### Cinéma
7 : Le Secret de Brokeback Mountain
4 : Walk the Line, The Constant Gardener, Good Night and Good Luck, Match Point
3 : Les Producteurs, Madame Henderson présente, Les Berkman se séparent
2 : Mémoires d'une geisha, Syriana, Transamerica, Le Monde de Narnia : Le Lion, la Sorcière blanche et l'Armoire magique, De l'ombre à la lumière, Orgueil et Préjugés, Munich, King Kong

#### Télévision
5 : Desperate Housewives
4 : Empire Falls
3 : Grey's Anatomy, Lost : Les Disparus, Commander in Chief, Warm Springs, Elvis : Une étoile est née
2 : Weeds, Prison Break, Rome, Larry et son nombril, Lackawanna Blues, Rencontre au sommet, Human Trafficking, Entourage

#### Personnalités
3 : George Clooney
2 : Woody Allen, Felicity Huffman

### Récompenses multiples
Légende : Nombre de récompenses/Nombre de nominations

#### Cinéma
4 / 7 : Le Secret de Brokeback Mountain
3 / 3 : Walk the Line

#### Télévision
2 / 4 : Empire Falls

#### Personnalités
Aucune

### Les grands perdants
Aucun